# Zakernyczne
Zakernyczne (ukr. Закерничне) – wieś na Ukrainie w rejonie rożniatowskim obwodu iwanofrankiwskiego; nad Łomnicą.